# Вораксан
Вораксан (кор. 월악산, 月岳山, Worak-san, Wŏrak-san) — главная гора хребта Собэксан в Южной Корее. Она достигает высоты 1097 метров над уровнем моря. Гора является естественной границей между провинциями Чхунчхон-Пукто и Кёнсан-Пукто. На склонах расположены некоторые районы города Мунгён в Кёнсан-Пукто, а также уездов Танян, городов Чечхон и Чхунджу в Чхунчхон-Пукто.
В горах Вораксан расположен национальный парк, а также множество исторических построек, таких как буддистские храмы. Местность часто называют «маленьким Кымгансаном», сравнивая её со знаменитыми Алмазными горами Кореи. Кён Хвон, правитель Хупэкче X века, родившийся неподалёку, хотел построить большой дворец на склонах Вораксана, однако это ему не удалось.